# Kōji Nakanishi

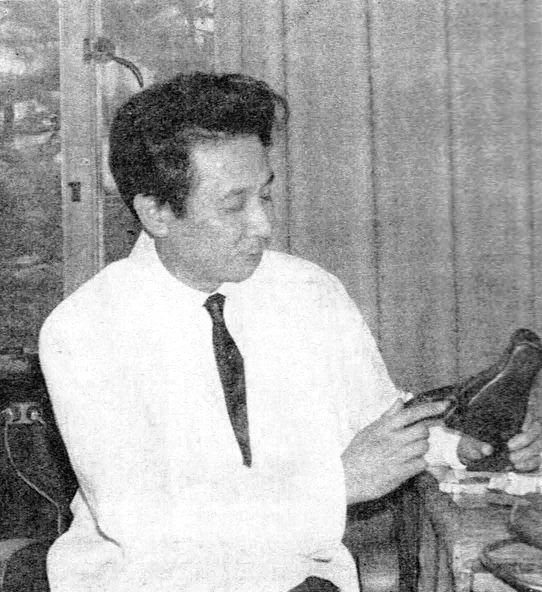
Kōji Nakanishi

Kōji Nakanishi (japanisch 中西 香爾, Nakanishi Kōji; * 11. Mai 1925 in Hongkong; † 28. März 2019 in New York City) war ein japanischer Chemiker. Sein Fachgebiet war die Organische Chemie.

## Leben
Bedingt durch den Beruf seines Vaters zog seine Familie recht oft um. Seine ersten zehn Lebensjahre verbrachte er in Hongkong, weitere in Lyon (Frankreich), London (England) und Alexandria (Ägypten). 1935 zog die Familie nach Osaka (Japan). 1947 schloss er seine akademische Ausbildung an der Universität Nagoya ab. In der Nachkriegszeit heiratete er seine Frau Yasuko, mit der er zwei Kinder hat. Nakanishi lebte zuletzt in New York.

## Wissenschaftliche Laufbahn
Nakanishi studierte Chemie an der Fakultät für Chemie der Universität Nagoya. Nach einem postgradualen Studium bei L. F. Fieser an der Harvard University (1950–1952) promovierte er 1954 an der Universität Nagoya (F. Egami, Y. Hirata). Nach mehreren Professorenstellen (Fakultät für Chemie, Universität Nagoya 1955–1958; Fakultät für Chemie, Pädagogische Universität Tokio 1958–1963; Tōhoku-Universität, Sendai 1963–1969) lehrte und arbeitete er seit 1969 am Department of Chemistry der Columbia University in New York. 1980 wurde er dort Centennial Professor und war von 1987 bis 1990 Direktor des Department of Chemistry. Er war Gründungsmitglied des International Centre of Insect Physiology and Ecology (ICIPE) in Kenia und war Direktor des Suntory Institute for Bioorganic Research von 1978 bis 1991. Des Weiteren war er von 2001 bis 2003 Direktor des Biosphere-2-Projekts.

## Ehrungen
Nakanishi war Träger zahlreicher internationaler Auszeichnungen, darunter:
- 1978 Ernest Guenther Award
- 1986 Paul-Karrer-Medaille
- 1990 kaiserlicher Preis der Japan Academy
- 1990 Arthur C. Cope Award
- 1992 Scheele-Preis
- 1996 Welch Award in Chemistry
- 1999 Person mit besonderen kulturellen Verdiensten
- 2003 König-Faisal-Preis
- 2004 Tetrahedron-Preis
- 2007 Kulturorden

1973 wurde er zum Mitglied der American Academy of Arts and Sciences gewählt.

## Wissenschaftliche Bedeutung
Sein Interessensgebiet war die Naturstoff-Forschung. Nakanishi isolierte mehr als 200 bis dahin unbekannte Naturstoffe und untersuchte deren biologische Wirkung. Er war ein Pionier der Verwendung spektrometrischer und chemischer Methoden zur Strukturaufklärung.
Den Inhaltsstoffen des Ginkgo-Baumes (u. a. Ginkgolide und Bilobalid) widmete er ca. 30 Publikationen.

## Familie
Nakanishis Neffe Shigetada ist Biologe, Direktor des Instituts für Bioscience Osaka (Ōsaka Baiosaiensu Kenkyūjo), Gruber- und Asahi-Preisträger.